# Маловичко, Александр Кириллович
Алекса́ндр Кири́ллович Малови́чко (12 декабря 1911, с. Верещаки, Киевская губерния — 30 августа 1996, Пермь) — советский и российский геофизик, декан геологического факультета (1955—1961), основатель кафедры геофизики Пермского университета, создатель пермской научной школы геофизиков, заслуженный деятель науки и техники РСФСР (1982). Автор более 10 классических монографий по вопросам гравиметрии. Отец члена-корреспондента РАН сейсмолога А. А. Маловичко.

## Научная биография
В 1937 году с отличием окончил Дальневосточный государственный университет по специальности «Геодезия». В 1938—1941 годы — аспирант Государственного астрономического института при МГУ.
В 1941—1944 годах — доцент кафедры геодезии и картографии Иркутского государственного университета, в 1945—1954 годах — доцент кафедры геодезии и гравиметрии Новосибирского института инженеров геодезии, аэросъёмки и картографии.
В 1954—1989 годах — основатель и заведующий кафедрой геофизики Молотовского (Пермского) университета. В 1955—1961 годах — декан геологического факультета Пермского университета.
В 1962 году получил учёное звание профессора, в 1967 — учёную степень доктора технических наук.
В 1989—1996 годы — профессор кафедры геофизики.

## Научная деятельность
Основные работы посвящены развитию теоретических и методических основ гравиметрического метода исследований: аналитическому продолжению аномалий силы тяжести; учёту поправок за влияние рельефа; методике гравиметрической съёмки и др.
Основатель пермской научной школы геофизиков. Возглавляемая им в течение 35 лет (1954—1989) кафедра выпустила более 2300 специалистов-геофизиков, из которых 15 стали докторами наук и более 80 — кандидатами.
Из его учеников один стал членом-корреспондентом РАН — А. А. Маловичко (2003); 11 — докторами наук: С. А. Шихов (1974), В. М. Новоселицкий (1975), Р. П. Савёлов (1988), В. А. Силаев (1988), А. А. Маловичко (1991), В. И. Костицын (1992), М. С. Чадаев (1994), О. Л. Горбушина (1997), В. А. Гершанок (1999), М. Г. Губайдуллин (2004), С. Г. Бычков (2011).
В течение 37 лет А. К. Маловичко был бессменным редактором межвузовского сборника «Геофизические методы поисков и разведки месторождений нефти и газа» (подготовил 29 сборников).
А. К. Маловичко — автор 15 монографий, в том числе фундаментального двухтомника (два издания) «Основной курс гравиразведки» (1960, 1962 и 1966, 1968), «Методы аналитического продолжения аномалий силы тяжести и их приложения к задачам гравиразведки» (1956), «Детальная гравиразведка на нефть и газ» (1979 и 1989, в соавт. с В. И. Костицыным и О. Л. Таруниной) и др.
27-28 октября 2011 г. в Перми прошла научная конференция «Вопросы обработки и интерпретации геофизических наблюдений», посвящённая 100-летию со дня рождения А. К. Маловичко.
Пермское отделение Евро-Азиатского геофизического общества учредило медаль имени А. К. Маловичко «За достижения в геофизике». Этой награды удостоены 18 геофизиков из Пермского края, Республики Удмуртии, ОАО «Когалымнефтегеофизика» и старейшие преподаватели кафедры геофизики ПГУ и Пермского политехнического университета.

## Семья
Брат учёного — украинский поэт Иван Маловичко (1909 г. р.). В 1937 году Ивана вместе с Михайлем Семенко обвинили в националистической деятельности и приговорили к расстрелу. Приговор приведён в исполнение 26 ноября 1937 года. В 1957-м поэт был реабилитирован. Тогда же его жена получила справку, что её муж умер 26 октября 1942 года в ссылке от воспаления лёгких.

## Избранные работы
- Маловичко А. К. Элементы геодезии и картографии. — Новосибирск: Новосиб. пед ин-т, 1948. — 172 с.
- Маловичко А. К. Картографические вычисления: лекции для студентов картографического факультета. — Новосибирск: Ин-т инженеров геодезии, картографии, аэросъёмки и картографии, 1949. — 32 с.
- Маловичко А. К. Методы аналитического продолжения аномалий силы тяжести и их приложения к задачам гравиразведки. — М.: Гостоптехиздат, 1956. — 160 с.
- Маловичко А. К. Проблемы и задачи геодезической гравиметрии. — Пермь: Перм. ун-т, 1958. — 80 с.
- Маловичко А. К. Основной курс гравиразведки. Ч. 1. — Пермь: Перм. ун-т, 1960. — 324 с.
- Маловичко А. К. Основной курс гравиразведки. Ч. 2. — Пермь, Перм. ун-т, 1962. — 278 с.
- Маловичко А. К. Основной курс гравиразведки. Ч. 1. — Изд. 2-е, испр. и доп. — Пермь: Перм. ун-т, 1966. — 326 с.
- Маловичко А. К., Дергачёв Н. И., Чадаев М. С. Детальные гравиметрические наблюдения при разведочных работах на нефть и газ. — Пермь: Перм. ун-т, 1967, 131 с.
- Маловичко А. К. Основной курс гравиразведки. Ч. 2. — Изд. 2-е, испр. и доп. — Пермь: Перм. ун-т, 1968. — 288 с.
- Маловичко А. К., Тарунина О. Л. Высшие производные гравитационного потенциала и их применение при геологической интерпретации аномалий. — М.: Недра, 1972. — 150 с.
- Маловичко А. К. Методы изучения глубинных недр Земли: учебное пособие. — Пермь: Перм. ун-т, 1978. — 96 с.
- Маловичко А. К., Костицын В. И.,Тарунина О. Л. Детальная гравиразведка на нефть и газ. — М.: Недра, 1979. — 190 с.
- Маловичко А. К., Тарунина О. Л. Использование высших производных при обработке и интерпретации результатов геофизических наблюдений. — М.: Недра, 1981. — 185 с.
- Маловичко А. К., Гершанок В. А. Методы геолого-геофизической интерпретации гравитационных аномалий: учебное пособие. — Пермь: Перм. ун-т, 1982. — 100 с.
- Маловичко А. К., Костицын В. И., Тарунина О. Л. Детальная гравиразведка на нефть и газ. — 2-е изд., перераб. и доп. — М.: Недра, 1989. — 224 с.
- Маловичко А. К., Костицын В. И. Гравиразведка: учебник для вузов с грифом Государственного комитета СССР по народному образованию. — М.: Недра, 1992. — 357 с.
- Маловичко А. К., Гершанок Л. А. Магниторазведка. Ч. 2. Интерпретация магнитных аномалий: учебное пособие. — Пермь: Перм. ун-т, 1993. — 100 с.[3]

## Награды и звания
- Заслуженный деятель науки и техники РСФСР (1982).